# Orfanotrofio

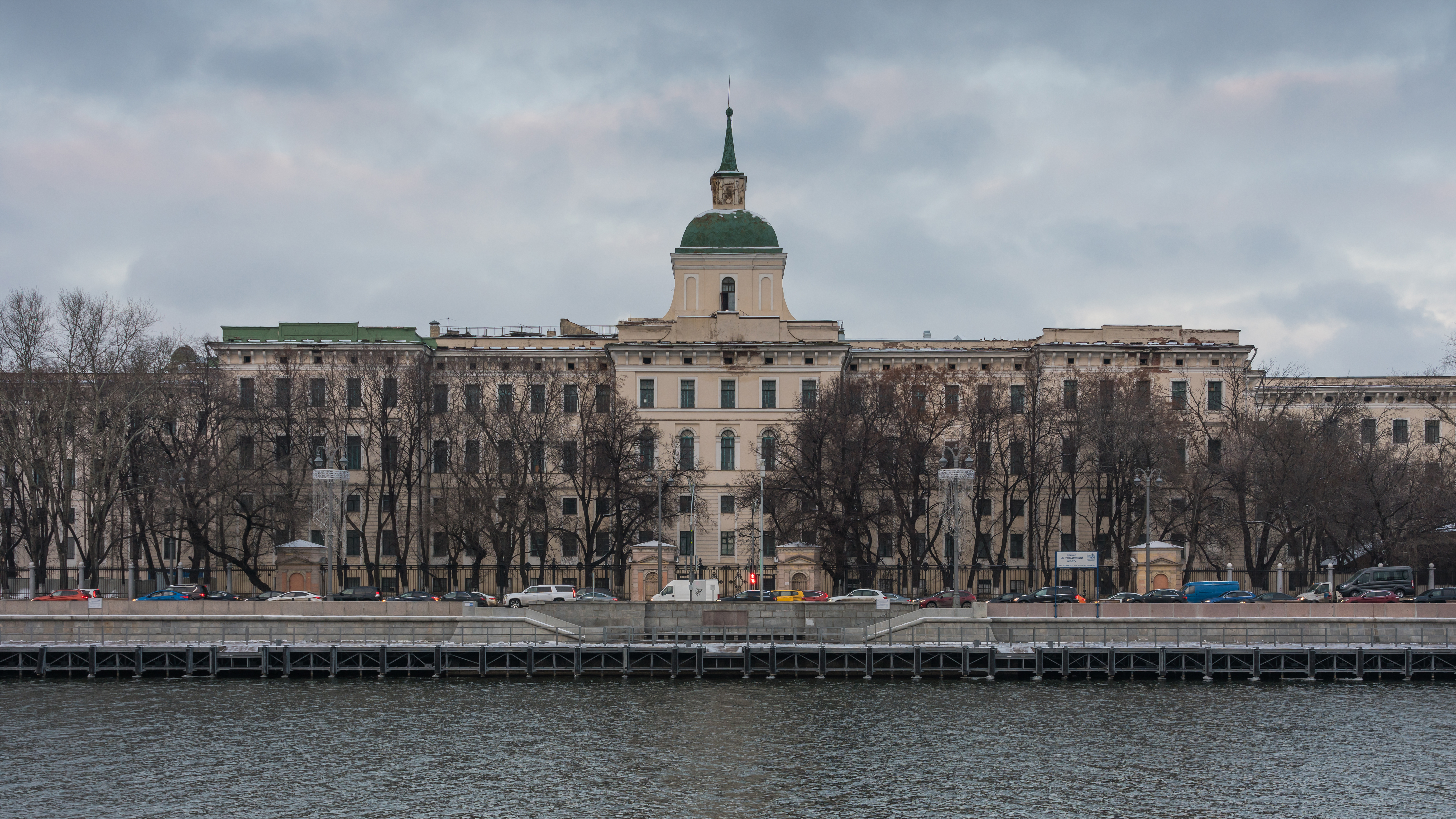
L’orfanotrofio di Mosca, fondato nel 1763, nel gennaio 2018

Un orfanotrofio è una struttura di accoglienza, pubblica o privata, dove sono accolti ed educati i bambini orfani e i minori senza famiglia. L'etimologia del termine deriva dal greco antico orphanotrophêion, composto di orphanós (orfano) e tréphein (allevare).
Si distingue dal brefotrofio, che è invece l'istituto che accoglie e alleva i neonati illegittimi abbandonati o in pericolo di abbandono.

## Storia
Fin dal Medioevo si ha notizia di istituti creati per la cura dei trovatelli. In questi brefotrofi, come quello fondato a Milano nel 787 per iniziativa dell'Arciprete Dateo, i bambini erano allevati fino all'età di sette anni. Non esistevano istituti che si curassero specificamente dei bambini orfani o abbandonati.
Il primo orfanotrofio d'Europa fu istituito a Napoli il 29 maggio 1343 per volere della regina Sancia d'Aragona e del vescovo Giovanni Orsini. A seguire il Pio Ospedale della Pietà di Venezia sorto nel 1346 per desiderio di Fra Pietruccio, un predicatore toscano giunto nella Serenissima. A Firenze nel XV secolo lo Spedale degli Innocenti fu il primo istituto pediatrico specializzato per la cura dei minori orfani o abbandonati.
Alcuni ordini religiosi cristiani si specializzarono nella cura degli orfani, a cominciare dai Somaschi fondati nel 1535 da Girolamo Emiliani, che a Milano diedero vita agli istituti dei Martinitt e de Le Stelline. Riconoscendogli il merito e l'originalità del servizio reso, papa Pio XI, il 14 marzo 1928, proclamò Emiliani "Patrono universale degli orfani e della gioventù abbandonata".
A partire dal XVII-XVIII secolo grandi istituti per orfani e bambini abbandonati si diffusero in tutta Europa: Stora Barnhuset (Stoccolma, 1633), Det Kongelige Vajsenhus (Copenhagen, 1727), Foundling Hospital (Londra, 1741), Orfanotrofio di Mosca (1764), ecc.
Molti orfanotrofi erano istituti di assistenza e di lavoro, che spesso degeneravano nei meccanismi di sfruttamento denunciati da Charles Dickens nel romanzo Oliver Twist (1837-39). Con il tempo l'accento si spostò sempre più sugli aspetti educativi, dando luogo anche a esperimenti pedagogici di avanguardia: dall'Orfanotrofio Magnolfi in Italia (1838) a L'Orphelinat Prévost de Cempuis (1880), fino a Boys Town (1917) negli Stati Uniti.
Con l'emancipazione si formarono anche i primi orfanotrofi ebraici: il Jews' Orphan Asylum a Londra (1831), il Bellefaire Orphanage a Cleveland (1868), il Jüdisches Waisenhaus Berlin a Berlin-Pankow (1882), ecc.
A New York nel 1836 fu aperto il primo orfanotrofio per bambini afroamericani, il Colored Orphan Asylum.
Nel corso del Novecento numerosi orfanotrofi furono istituiti in Europa e negli Stati Uniti per l'infanzia abbandonata, specialmente in conseguenza degli eventi bellici della prima e seconda guerra mondiale.
Durante l'Olocausto, la maggior parte degli ospiti degli orfanotrofi ebraici furono tra i primi tra i bambini dell'Olocausto a essere vittime nei campi di sterminio. Alcuni orfanotrofi tuttavia servirono come luogo di rifugio, da Villa Emma (Nonantola) in Italia a Château de Chabannes in Francia. Per gli orfani superstiti dell'Olocausto si crearono appositi centri di accoglienza che ne favorissero il recupero, il ricongiungimento familiare o l'emigrazione in Israele, come avvenne per i circa 800 bambini di Selvino ospitati in Italia nella colonia di Sciesopoli tra il 1945 e il 1948.
Cessata l'emergenza post-bellica, si è andati sempre più nella direzione di una deistituzionalizzazione delle grandi strutture, che ha portato gradualmente negli Stati Uniti e in Europa alla progressiva chiusura degli orfanotrofi e alla loro trasformazione in case-famiglie o in centri di supporto per l'affidamento e l'adozione dei minori. Gli orfanotrofi rimangono invece delle realtà ancora importanti nei Paesi più poveri dell'Asia, dell'Africa e dell'America del Sud, ospitando migliaia di bambini altrimenti abbandonati nelle strade.

## Soggetti accolti
Oltre agli orfani e ai bambini di strada, generalmente vengono affidati a questi istituti anche i minori che per incuria, maltrattamento, abuso e inadeguatezza dei genitori naturali, vengono allontanati dalla famiglia d'origine.
Essi rimangono in queste strutture generalmente fino al compimento della maggiore età o fino a che non entrano in un programma di affido familiare o vengono adottati da una famiglia.

## Nel mondo

### Italia
Nel passato piccoli e grandi orfanotrofi esistevano in tutte le principali città italiane. Tra di essi i più importanti e antichi sono:
- la Real Casa dell'Annunziata di Napoli (1343);
- il Pio Ospedale della Pietà (1346) a Venezia;
- lo Spedale degli Innocenti (1445) a Firenze;
- l'Orfanotrofio dei Martinitt (1532) e l'Orfanotrofio delle Stelline a Milano;
- l'Ospizio di Tata Giovanni (1784) a Roma;
- l'Orfanotrofio di Santa Marta (1816) a Siena;
- l'Orfanotrofio Magnolfi (1834) a Prato.
- l'Orfanotrofio femminile delle Figlie della Carità di San Vincenzo de' Paoli fondato da suor Gabriella Thevenin, ad Arezzo, nel 1870.[4]

È difficile indicare il numero di questi istituti. Il primo censimento delle Opere Pie nel Regno d'Italia redatto nella seconda metà dell'Ottocento da Pietro Castiglioni enumera 112 brefotrofi (o "ospizi degli esposti") e 341 orfanotrofi. Si trattava per la quasi totalità di istituti promessi e gestiti da Ordini religiosi cattolici. Con l'unità d'Italia, lo Stato assunse un ruolo più diretto nella tutela dell'infanzia abbandonata e si aprirono orfanotrofi diretti anche da altre confessioni religiose. Tra di essi abbiamo:
- la Casa per orfane (Istituto evangelico italiano Ferretti) (1862) a Firenze;
- l'Istituto Provinciale per l'Infanzia e la Maternità (IPI) (1867) a Torino;
- l'Orfanotrofio israelitico italiano Giuseppe e Violante Pitigliani (1902-1972) a Roma.

Altri istituti saranno fondati nel Novecento negli anni successivi alla prima e alla seconda guerra mondiale, per accogliere gli orfani di guerra, tra cui:
- l'Opera della Divina Provvidenza Madonnina del Grappa (1923) a Firenze;
- l'Opera Piccoli Apostoli (1931) a Mirandola, poi a Fossoli e quindi a Nomadelfia;
- l'Orfanotrofio femminile di Roma (1933);
- l'Istituto Fanciullezza (1934) a Lodi;
- l'Orfanotrofio Genova Rulli (1949) a Vasto

La legge 28 marzo 2001, n. 149 stabilì, entro la data del 31 dicembre 2006, la chiusura degli orfanotrofi, trasferendo i minori in case-famiglia, comunità di accoglienza e dove possibile, presso famiglie affidatarie o adottive, ricorrendo all'adozione.

## Galleria d'immagini

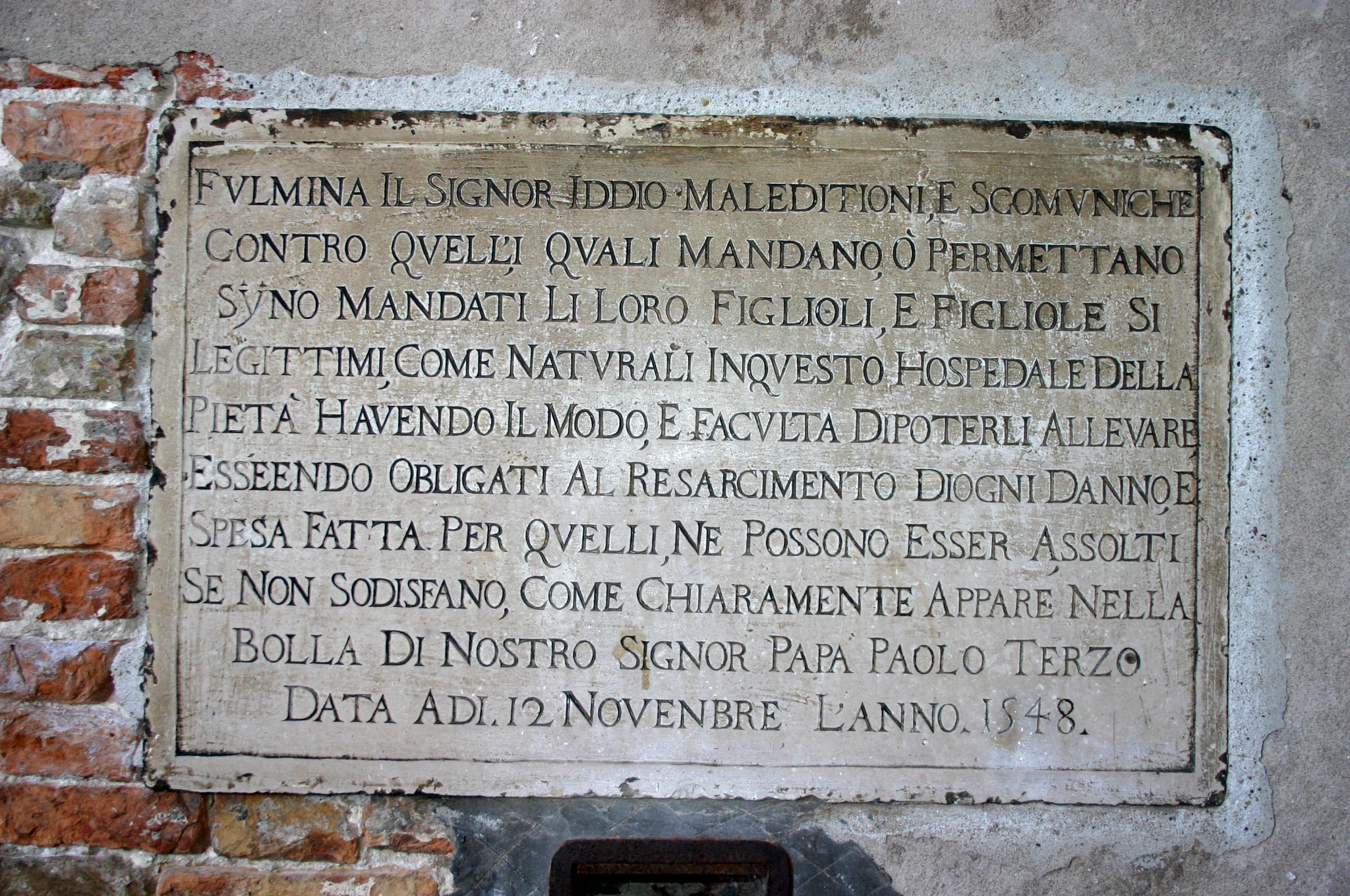
Lapide dove un tempo si trovava la ruota, il luogo per abbandonare i bambini a lato della Chiesa della Pietà, la chiesa di un orfanotrofio di Venezia. La targa cita su una bolla papale di Paolo III del 12 novembre 1548, minaccia “scomunica e maledizioni” per tutti coloro che – avendo i mezzi per allevare un figlio – scelgano invece di abbandonarlo. Tale scomunica non può essere annullata fino a quando il colpevole non abbia rimborsato tutte le spese sostenute per allevare il bambino.
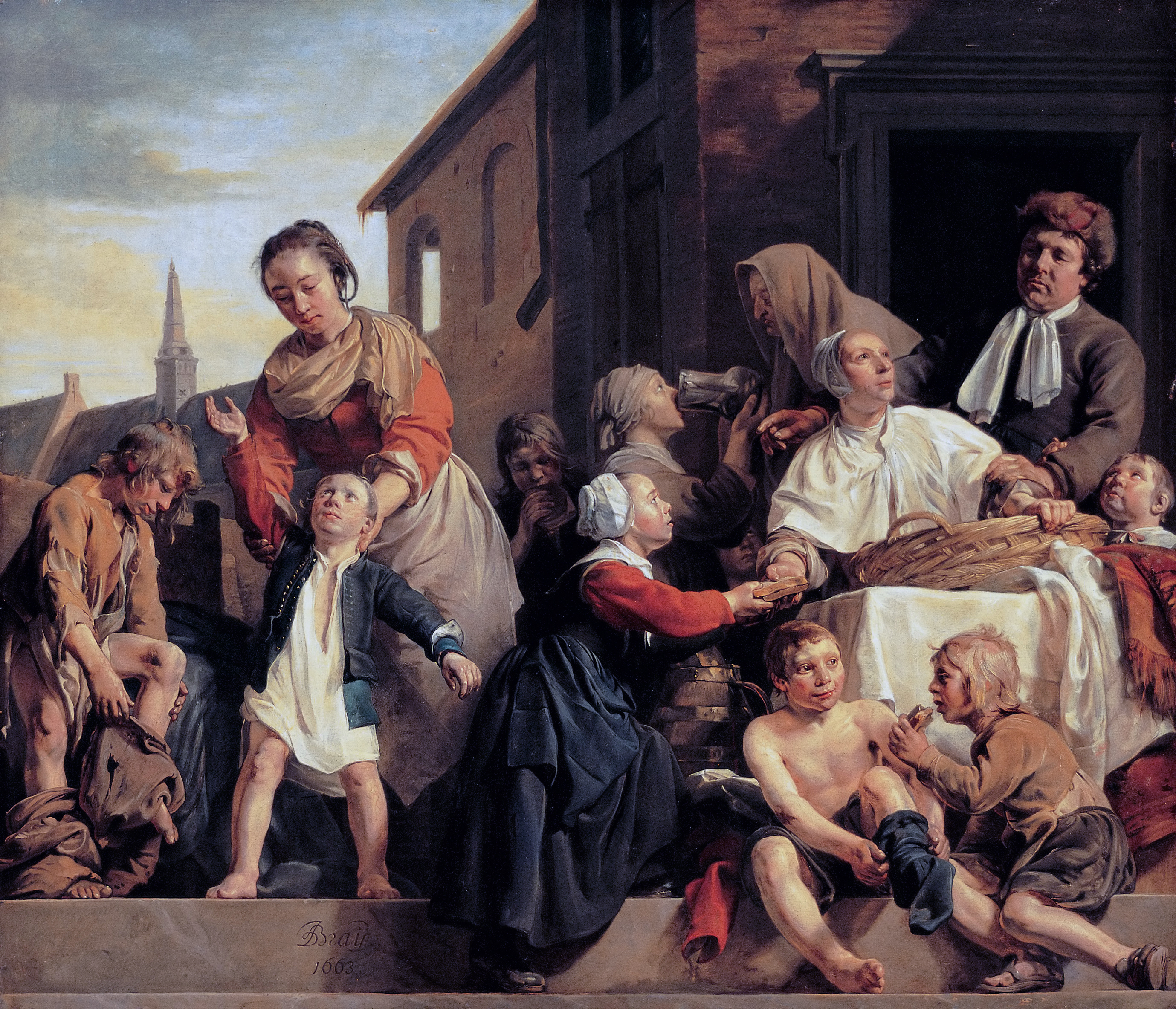
Prendersi cura degli orfani, dell'artista olandese Jan de Bray, 1663.
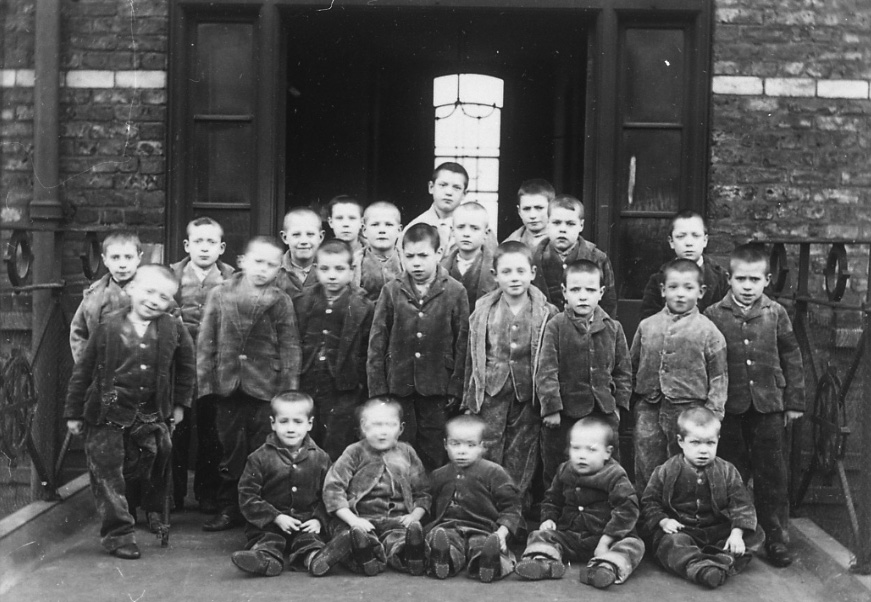
Un gruppo di orfani al Crumpsall Workhouse nel XIX secolo.
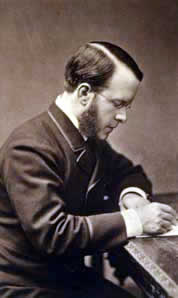
Thomas John Barnardo, il fondatore della Barnardos Home per bambini orfani.
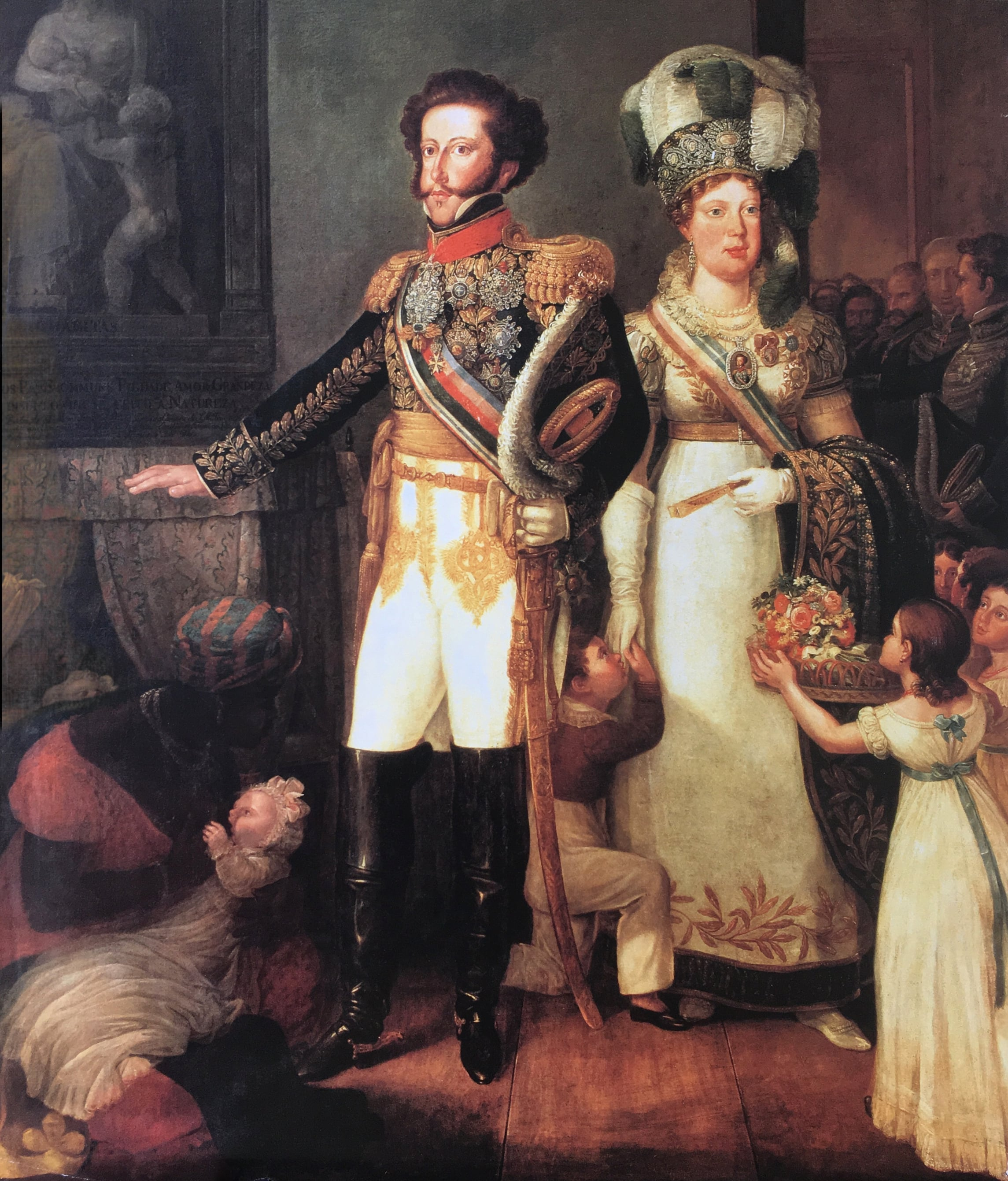
L'imperatore Pietro I del Brasile e sua moglie Maria Leopoldina visitano l'orfanotrofio Casa dos Expostos a Rio de Janeiro, 1826.
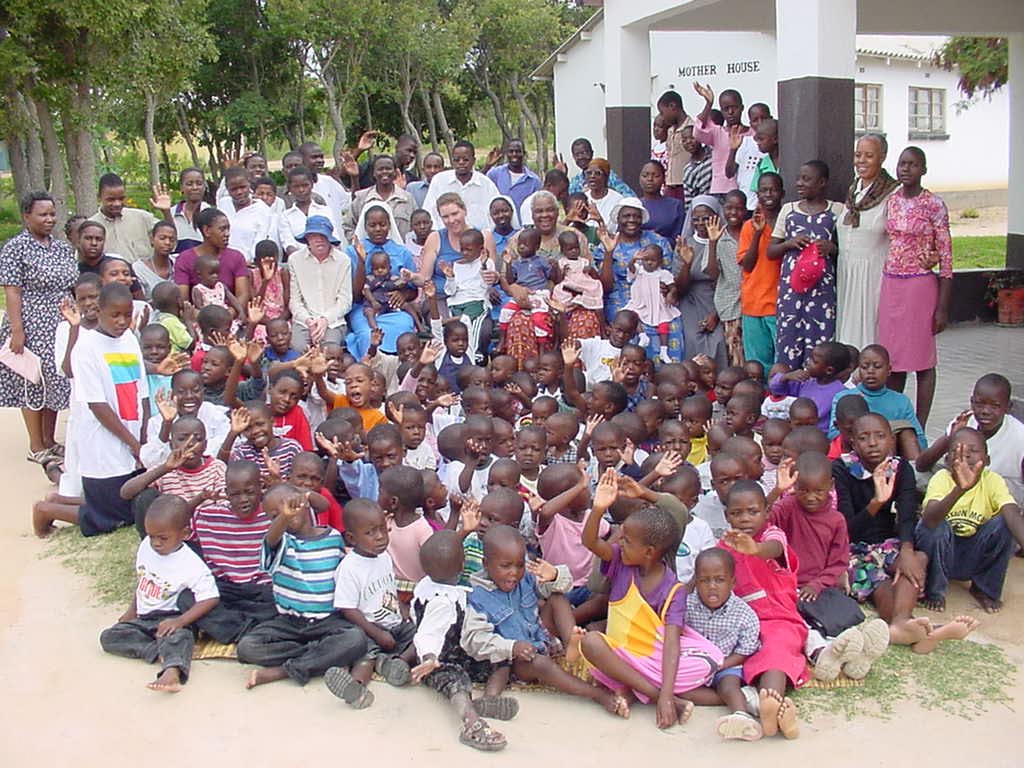
Orfanotrofio Mother of Peace AIDS, Zimbabwe, 2005.

## Filmografia
- La trovatella (The Foundling), regia di John B. O'Brien (1916)
- Oliviero Twist (Oliver Twist), regia di Frank Lloyd (USA, 1922)
- Le avventure di Oliver Twist (Oliver Twist), regia di David Lean (UK, 1948)
- Crónica de un niño solo, regia di Leonardo Favio (1965)
- Oliver!, regia di Carol Reed (UK, 1968)
- Annie, regia di John Huston (USA, 1982)
- Dottor Korczak, regia di Andrzej Wajda (Polonia, 1990)
- The Boys of St. Vincent, regia di John N. Smith (1992)
- Chiquititas, serie televisiva (Argentina, 1995-2006)
- Torzók, regia di Árpád Sopsits (2001)
- Boy Called Twist, regia di Tim Greene (Sudafrica, 2004)
- Italyanets, regia di Andrey Kravchuk (Russia, 2005)
- Oliver Twist, regia di Roman Polański (2005)
- Der kommer en dag, regia di Jesper W. Nielsen (Germania, 2006)
- Oliver Twist, miniserie TV, regia di Coky Giedroyc (UK, 2007)
- El Orfanato, regia di Juan Antonio Bayona (2007)